# Bangor (Irlanda del Nord)
Bangor è una città nordirlandese di 64 122 abitanti.
Bangor (Beannchar in gaelico irlandese) è una città dell'Irlanda del Nord, nella contea di Down, sulla sponda meridionale del Belfast Lough, nota per il suo porto e per l'importante stazione balneare. Nei pressi si trova il celebre monastero di Bangor.

## Storia
Nel 559 san Comgall vi fondò l'omonima abbazia e una famosa scuola monastica frequentata da circa 3 000 monaci e da studiosi irlandesi e che ebbe come allievo anche san Colombano, futuro abate di Luxeuil e di Bobbio.
La regola monastica era basata su pratiche ascetiche e sulla penitenza.
L'"Antifonario di Bangor", un manoscritto del tardo VII secolo conservato nell'abbazia di Bobbio fino al 1609 (oggi presso la Biblioteca Ambrosiana di Milano), secondo la tradizione sarebbe stato portato a Bobbio dallo stesso san Colombano, probabilmente fu nelle mani del santo irlandese, ma pervenne al monastero bobbiense solo attorno al IX secolo dopo le invasioni vichinghe.
L'abbazia cominciò a decadere nel IX secolo, ai tempi delle invasioni danesi.
L'ultimo abate morì nel 1539, ma il titolo di "lord abate di Bangor" fu in uso fino al XIX secolo.
Nel 2010 a Bangor ed a Armagh si è celebrato il "Meeting Internazionale delle Comunità di San Colombano", infatti ogni anno viene scelta una città italiana o europea che è legata al santo missionario irlandese san Colombano.